# گورستان انار
قبرستان انار مربوط به دوران‌های تاریخی پس از اسلام است و در شهرستان مشگین‌شهر، بخش مشکین شرقی، روستای انار واقع شده و این اثر در تاریخ ۷ مهر ۱۳۸۱ با شمارهٔ ثبت ۶۲۴۴ به‌عنوان یکی از آثار ملی ایران به ثبت رسیده‌است.

## مشخصات
این گورستان سنگ قبرهای متنوع آن از نظر شکل و جنس و نبشته‌های متعدد جالب توجه‌است. زیباترین این سنگ‌ها عبارتند: از یک جفت سنگ قبر افراشته به ارتفاع ۱٫۶۲ متر که دارای نبشته‌ای است.
در زیر سنگ‌نبشته‌ها محراب است و در بالای لچک آن دو گل هفت‌پر نقش یافته‌است. در بالای نبشته‌ها ساقه و بالای آن کلاهکی با ۱۲ ترک، شبیه کلاه دراویش وجود دارد، و شهادتین با کلام «علی خلیفه‌اللّه» منقوش است. روی سنگ گورهای موجود در این گورستان نشانه‌هایی هم‌چون ستاره شش‌پر، تصویر چکش ساده و جز آن دیده می‌شود.
در گورستان قدیمی انار آثار بسیار باستانی فالیک نیز وجود دارد که بیشتر آنها تخریب شده‌اند. در همین گورستان پیکره‌های قوچ سنگی در اندازه‌های بزرگ و کوچک به جا مانده‌است.